# Кубок Кременчуцького водосховища
Кубок Кременчу́цького водосховища — спортивні змагання із вітрильного спорту серед крейсерсько-перегонових яхт. Проходять щорічно у містах України, які розташовані на березі Кременчуцького водосховища, створеного на Дніпрі. Організаторами змагань виступають Черкаська та Кіровоградська обласні федерації вітрильного спорту. Започатковані були 1986 року.

## Завдання та цілі
Згідно з регламентом змагання проводяться для:
- популяризації та розвитку вітрильного спорту в Україні;
- підвищенню спортивної майстерності та кваліфікації членів яхтових команд;
- оцінки роботи крейсерських яхт-клубів по організації та проведенні вітрильних перегонів;
- пропаганди здорового способу життя, залучення молоді до активних занять спортом.

## Учасники
Змагання є відкритими, їхніми учасниками можуть бути члени Федерації вітрильного спорту України та іноземні команди, які є членами аналогічних організації у своїх країнах, та які належать до 4 категорії за класифікацією ISAF. Усі судна повинні бути наступних перегонових груп:
- 1 група — яхти із балами до 5.38
- 2 група — яхти із балами 5.39-6.10
- 3 група — яхти із балами 6.11-7.20
- 4 група — яхти із балами 7.21-7.82
- 5 група — яхти із балами 7.83-9.40
- 6 група — яхти із балами від 9.41
- 7 група — крейсерські швертботи
- 8 група — крейсерські багатокорпусники

Екіпаж повинен складатись не менше як з 3 осіб, кожен учасник повинен відповідати вимогам ПВП 75 та припису Федерації вітрильного спорту України. Капітан та старший помічник капітана повинні мати кваліфікацію відповідного класу згідно з категорією плавання.

## Змагання за роками

### 2009
Змагання проходили у 3 етапи:
- 1 етап
- 2 етап відбувся у липні у Світловодську
- 3 етап

Участь у змаганнях 2 етапу брали 38 яхт із Комсомольська, Світловодська, Черкас та Кременчука.
Майже усі золоті нагороди здобули черкаські екіпажі:
- півтонний клас
  - 1 місце — яхта «Фрегат» (Черкаси, капітан Олександр Савінський)
- тонний клас
  - 2 місце — яхта «Аврора» (Черкаси, капітан Олександр Коптєв)
- чвертьтонний клас
  - 1 місце — яхта «Кайман» (Черкаси, капітан Ігор Череванів)
- чвертьтонний клас (саморобні яхти)
  - 1 місце — каравела «Сіг» (Черкаси, капітан Валерій Груздєєв)
- мінітонний клас
  - 1 місце — яхта «Веста» (Черкаси, капітан Юрій Месан)
- полегшений клас швертботів
  - 1 місце — парусник «Гідра» (Черкаси, капітан Микола Мейта)
- клас багатокорпусників
  - 1 місце — яхта «Багіра» (Черкаси, капітан Володимир Шинкаренко)

2 місце у 3 етапі та загальне 3 місце у змаганнях посіла яхта «Аврора» (Черкаси).

### 2010
Змагання проходили у декілька етапів. 1 місце 2 етапу посіла яхта «Аврора» (Черкаси).

### 2011
Змагання проходили у 3 етапи:
- 1 етап
- 2 етап
- 3 етап відбувся 3-4 вересня у Світловодську

Участь у 3 етапі змагань брали 31 яхта із Черкас, Світловодська та Кременчука. За підсумками усіх етапів абсолютним переможцем стала яхта «Еверест» (Світловодськ, капітан В.Козярчук). Серед різних класів переможцями стали також яхти «Аврора» (Черкаси), «Люха» (Світловодськ, капітан В.Козярчук молодший), «Фрегат» (Черкаси), «Юнона» (Черкаси) та інші.

### 2013
Змагання проходили 24-26 травня у Черкасах:
- 25 травня — дистанція 70 морських миль
- 26 травня — 3 перегонів на олімпійські дистанції

Участь узяли понад 30 команд із Черкас, Світловодська, Кременчука та Комсомольська. Переможцями стали:
- мінітонний клас — яхта «Веста» (Черкаси, капітан Мисан Ю. І.)
- чвертьтонний клас — яхта «Вікторія» (Черкаси, капітан Зінченко В. І.)
- клас швертботів — яхта «Гідра» (Черкаси, капітан Мейта М. І.)
- клас самостійної побудови — яхта «Світлана» (Черкаси, капітан Дружинін В. К.)
- клас багатокорпусних яхт — яхта «Багіра» (Черкаси, капітан Шинкаренко В. М.)
- 3/4-тонний клас — яхта «Амазонка» (Світловодськ, капітан Тарасенко О. Ю.)

Абсолютним переможцем за швидкість стала яхта «Багіра» (Черкаси, капітан Шинкаренко В. М.)

### 2015
Змагання проходили у декілька етапів:
- 1 етап відбувся 5-7 червня на базі яхт-клубу «Парус» (Черкаси)[5]

Участь у змаганнях 1 етапу брали яхт-клуби:
- «Парус» (Черкаси)
- «Кристал» (Світловодськ)
- «Кременчуцький» (Кременчук)

### 2016
Змагання були присвячені пам'яті Дерев'янка О. А. Конька І. К. та героїв моряків-дніпровців, і проходили в 2 етапи:
- 1 етап відбувся 1-3 липня на базі яхт-клубу «Парус» (Черкаси)[7]
  - 2 липня — перегони по маршрутній крейсерській дистанції довжиною 50 морських миль
  - 3 липня — 3-4 перегони по 3-5 морських миль кожні[8]
- 2 етап відбувся 19-21 серпня на базі яхт-клубу «Кристал» (Світловодськ)
  - 20 серпня — перегони по маршрутній крейсерській дистанції довжиною 50 морських миль
  - 21 серпня — 3-4 перегони по 3-5 морських миль кожні

Абсолютним чемпіоном 1 етапу, де брали участь понад 20 команд, став екіпаж черкаської яхти «Багіра». У 2 етапі взяли участь 22 яхти із Світловодська, Черкас, Горішніх Плавнів та Кременчука. 20 серпня подолання 50 морських миль було ускладнено штилем, а 21 серпня навпаки через негоду із запланованих 3 перегонів відбулись лише одні. Переможцями стали:
- тонний клас
  - 1 місце — яхта «Кристал» (Світловодськ)
- 3/4-тонний клас
  - 1 місце — яхта «Бора» (Черкаси)
- чвертьтонний клас
  - 1 місце — яхта «Кайман» (Черкаси)
- мінітонний клас
  - 1 місце — яхта «Ангеліна» (Черкаси)
- клас швертботів
  - 1 місце — яхта «Гідра» (Черкаси)